# Advocaat

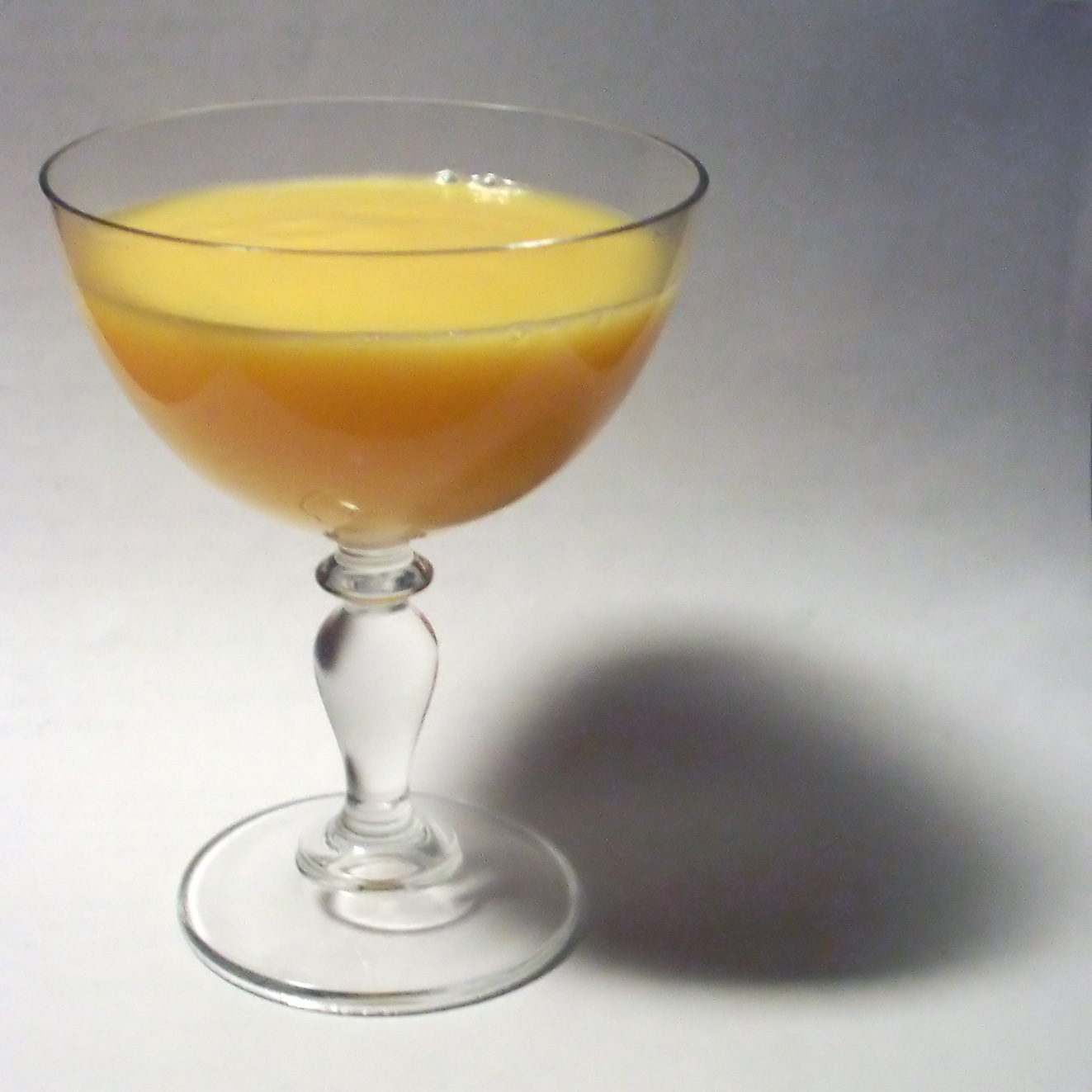
Advocaat

Advocaat är en nederländsk likör. Likören består av en blandning av äggula, socker eller honung, vanilj, cognac och aromatiska spritdrycker och ibland också grädde.
Advocaat finns i en trögflytande variant som äts med sked och i en mer lättflytande variant som är vanligast utanför Nederländerna. Den mer trögflytande varianten passar för efterrätter och som en drink före maten. Den mer lättflytande varianten passar för cocktails och drinkar.
Advocaat har sitt ursprung i den nederländska befolkningen i Surinam och Recife.